# Gorazd Štangelj

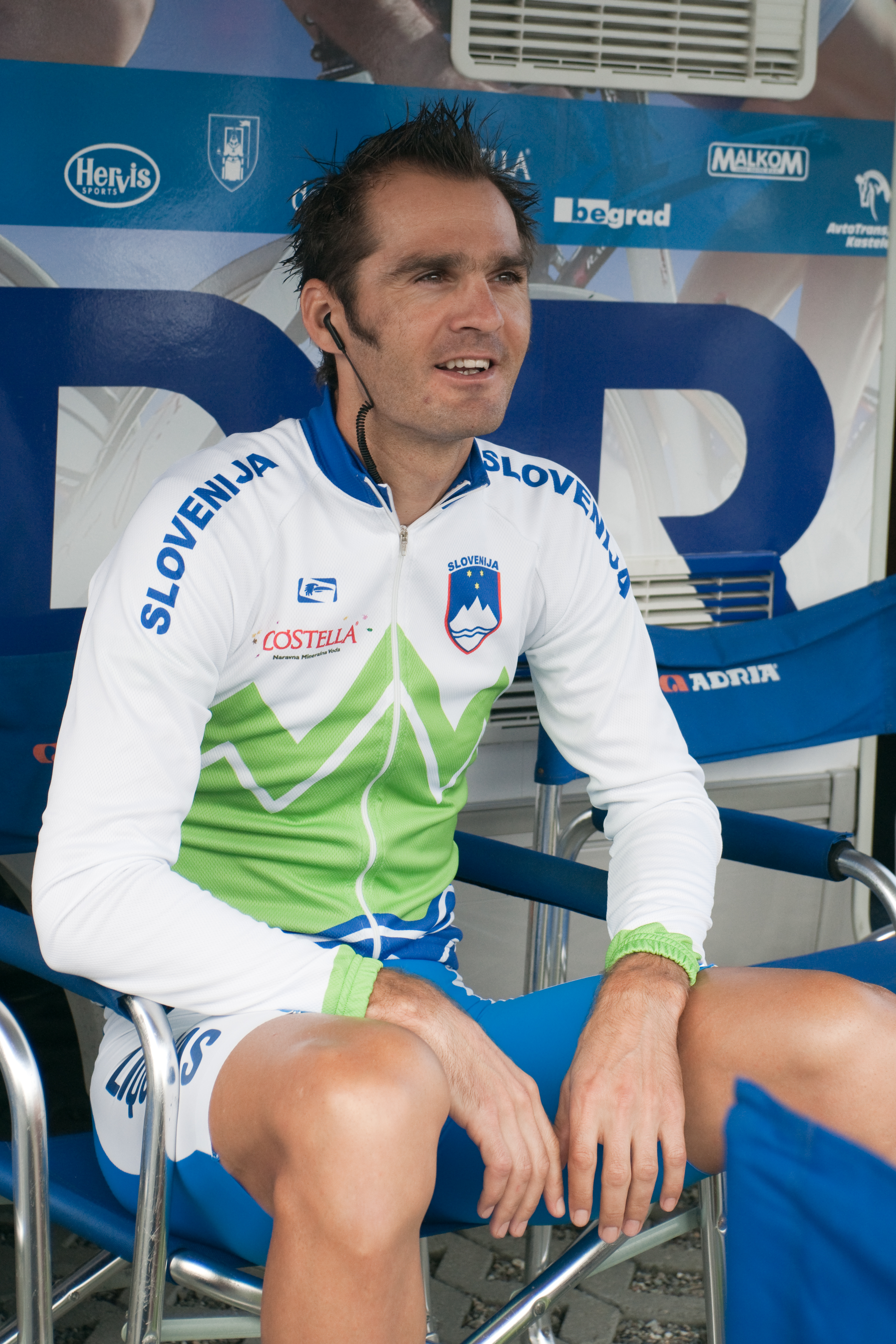
Gorazd Štangelj im slowenischen Trikot bei den UCI-Straßen-Weltmeisterschaften 2009 in Mendrisio

Gorazd Štangelj (* 27. Januar 1973 in Novo mesto) ist ein ehemaliger slowenischer Radrennfahrer und späterer Sportlicher Leiter.

## Karriere
Im Jahr 1990 nahm Štangelj erstmals an einer Junioren-Weltmeisterschaft teil, die in diesem Jahr in England stattfand und bei der sein slowenischer Teamkollege Bogdan Fink die Bronzemedaille gewann. Ein Jahr darauf stand Štangelj wieder bei den Weltmeisterschaften – dieses Mal in Colorado Springs – am Start und gewann einige Tage nach der WM die Tour de l’Abitibi in Kanada.
Seine Siege errang Gorazd Štangelj vor allem in der ersten Hälfte seiner Laufbahn, wo er in den verschiedensten Rennen vordere Platzierungen herausfahren konnte. Einige Erfolge konnte er für das Radsportteam KRKA-Telekom in der Saison 1998 feiern. Beim GP Kranj gewann er die zweite Etappe und holte auch den Gesamtsieg. Zudem siegte er beim Super-Prestige Gars und überquerte auch bei Etappen der Niedersachsen-Rundfahrt, wo er als Solist auf dem fünften Tagesabschnitt das Feld um neun Sekunden distanzierte, und des Rennens Course de la Solidarité Olympique in Polen als Erster den Zielstrich, wo er in der Gesamtwertung den dritten Platz belegte. Eine Silbermedaille gab es bei den slowenischen Meisterschaften im Straßenrennen, und auch bei der Tour of Slovenia musste sich Štangelj nur einem Konkurrenten geschlagen geben. Eine weitere Podestplatzierung sprang beim Grand Prix Midtbank in Dänemark heraus, wo der Slowene hinter Solosieger Bjarne Riis aus einer Verfolgergruppe heraus Dritter wurde. Erstmals zeigte sich Štangelj 1999 auch bei einem der größten Rennen des Radsports, der Tour de Romandie, und belegte den elften Gesamtrang.
Nach seinem erfolgreichen Jahr 1998 wechselte Štangelj zum italienischen Team Mobilvetta Design-Northwave. Für diese Formation war der Slowene bei der Etappenrennen Commonwealth Bank Classic in Australien siegreich, wo er einmal Etappenzweiter wurde und am sich vorletzten Tag im Einzelzeitfahren nur dem Litauer Raimondas Rumšas geschlagen geben musste, womit er den Gesamtsieg sicherte. Beim Grand Prix Kanton Aargau war er zwar in der dreiköpfigen Spitzengruppe vertreten, belegte dann aber nur den dritten Rang.
Bei Mobilvetta blieb Štangelj nur ein Jahr und ging 2000 zu Liquigas-Pata. Hier feierte er wieder zahlreiche Erfolge und die wohl erfolgreichste Saison seiner Laufbahn, so siegte er bei dem italienischen Eintagesrennen Trofeo Melinda als Solist und gewann auf gleiche Weise eine Etappe des GP Midi Libre in Frankreich, wo er den fünften Platz in der Gesamtwertung belegte. Seine Qualitäten als Zeitfahrer zeigte er bei der Österreich-Rundfahrt, bei der er das Einzelzeitfahren der zweiten Etappe für sich entscheiden konnte und nach einem Tag im Gelben Trikot den vierten Platz in der Gesamtwertung erreichte. Einen weiteren Podiumsplatz fuhr er beim Bergrennen Trofeo dello Scalatore als Dritter ein. Bei vier weiteren Eintagesrennen, darunter dem Giro del Lazio, fuhr er unter die besten Zehn. Beim Rad-Weltcup machte der Slowene mit Rang fünf bei Paris-Tours und Rang neun bei der Lombardei-Rundfahrt auf sich aufmerksam. Außerdem lag er auch beim Straßenrennen der slowenischen Meisterschaften vorne, dieser Titel wurde ihm wegen einer positiven Dopingprobe aber wieder aberkannt. Mit dem slowenischen Nationalteam nahm er Ende des Jahres auch noch an den Weltmeisterschaften teil und wurde im Straßenrennen 13. In dieser Saison erreichte Štangelj seine beste Position überhaupt in der UCI-Weltrangliste als 13.
In seinem zweiten Jahr bei Liquigas-Pata gewann er noch den Giro di Toscana, wo er Pascal Hervé im Sprint bezwang, bevor er im September einen Vertrag mit dem Top-Team Fassa Bortolo unterzeichnete.
Nach diesem Wechsel trat Štangelj in den folgenden Jahren seiner Karriere vor allem als Helfer für seine jeweiligen Teamkapitäne auf und bestritt insgesamt zwölf Grand Tours. So konnte er in seinen zwei Jahren bei Fassa Bortolo als bestes Resultat lediglich einen fünften Platz bei der Coppa Sabatini im September 2003 aufweisen.
2004 ging er für ein Jahr zu Saeco. Sein bestes Ergebnis dort war der 13. Platz in der Vuelta a Aragón im April. Mit dem Helfer Štangelj an seiner Seite gewann der Saeco-Fahrer Damiano Cunego in dieser Saison als bis dahin jüngster Fahrer den Giro d’Italia. Bei Saeco lernte der Slowene auch den Teamchef Giuseppe Martinelli kennen, der ihn einige Jahre später auch für das Team Astana verpflichten sollte.
Ab 2005 fuhr Štangelj für das italienische ProTeam Lampre, das aus Saeco hervorgegangen war. Er nahm 2005 zum ersten und einzigen Mal an der Tour de France teil und beendete sie auf dem 87. Gesamtplatz. Bei der Tour de Pologne wurde er 13., im Oktober erreichte er dann bei der Lombardei-Rundfahrt den siebten Platz. In der darauffolgenden Saison verpasste er seinen ersten Sieg seit fünf Jahren nur knapp, als er in seiner Heimat bei der Tour of Slovenia auf der ersten Etappe in einem Massensprint nur Borut Božič unterlegen war. In der Gesamtwertung kam er schließlich als Zehnter ein. 2007 gewann Štangelj die Bergwertung des Critérium International und belegte einen Monat später in der Bergwertung der Tour de Romandie den vierten Rang. Bei der Tour de Pologne wurde er in diesem Jahr 16.
Im Mai 2008 erhielt er einen neuen Kontrakt bei Liquigas, dessen Teamchef Roberto Amadio er bereits von seiner Zeit bei Liquigas-Pata 2000 bis 2001 kannte.
2010 wechselte er dann trotz einer Option auf Verlängerung seines Kontraktes bei Liquigas zum nun von Giuseppe Martinelli geleiteten Pro Team Astana. 2011 bestritt er zum ersten und einzigen Mal in seiner Laufbahn den Klassiker Paris–Roubaix und erreichte das Ziel als 44.
Ende der Saison 2011 beendete der inzwischen 38-jährige Gorazd Štangelj nach 15 Jahren seine Karriere als aktiver Berufsradfahrer und wurde Sportlicher Leiter seines letzten Teams als Aktiver.

## Erfolge
1998
- Gesamtwertung und eine Etappe GP Kranj
- eine Etappe Niedersachsen-Rundfahrt
- eine Etappe Course de la Solidarité Olympique
- Super-Prestige Gars

1999
- Gesamtwertung Commonwealth Bank Classic

2000
- Slowenischer Meister – Straßenrennen [1]
- eine Etappe GP Midi Libre
- eine Etappe Österreich-Rundfahrt

2001
- Giro di Toscana

2007
- Mannschaftszeitfahren Polen-Rundfahrt

2008
- Mannschaftszeitfahren Vuelta a España

2010
- Slowenischer Meister – Straßenrennen

## Grand Tours-Platzierungen
| Grand Tour            | 2001 | 2002 | 2003 | 2004 | 2005 | 2006 | 2007 | 2008 | 2009 | 2010 | 2011 |
| --------------------- | ---- | ---- | ---- | ---- | ---- | ---- | ---- | ---- | ---- | ---- | ---- |
| Giro d’ItaliaGiro     | 72   | DNF  | –    | 95   | 67   | 59   | 78   | –    | 96   | 92   | 86   |
| Tour de FranceTour    | –    | –    | –    | –    | 87   | –    | –    | –    | –    | –    | –    |
| Vuelta a EspañaVuelta | –    | 74   | –    | –    | –    | –    | –    | 109  | –    | –    | –    |